# Stenocercus huancabambae
Stenocercus huancabambae — вид ігуаноподібних ящірок родини Tropiduridae. Ендемік Перу.

## Поширення і екологія
Stenocercus huancabambae мешкають у верхній долині річки Мараньйон та в інших міжандійських долинах в районі Уанкабамбійського прогину, на території перуанських регіонів Амазонас і Кахамарка. Вони живуть у вологих і сухих гірських тропічних лісах, на висоті від 200 до 920 м над рівнем моря, місцями на висоті до 1500 м над рівнем моря.